# Thư viện Công nghệ Quốc gia Cộng hòa Séc
Thư viện Công nghệ Quốc gia Cộng hòa Séc (tiếng Séc: Národní technická knihovna, viết tắt là NTK) nằm đặt tại Quận 6 ở Praha. Tòa nhà cũng có một chi nhánh của Thư viện Thành phố Praha. Trước đây, Thư viện Công nghệ Quốc gia nằm ở Khu phức hợp Clementinum ở Khu Phố Cổ của Praha. Đến năm 2009, sau khi tòa nhà hiện tại hoàn thành, tất cả sách và tài liệu được chuyển đến thư viện mới. Tòa nhà được thiết kế bởi các kiến trúc sư Roman Brychta, Adam Halíř, Ondřej Hofmeister và Petr Lešek của Projektil Architekti. Bản thiết kế đã giành giải nhất trong một cuộc thi kiến trúc được tổ chức vào năm 2000.
Việc xây dựng tòa nhà hiện tại bắt đầu vào năm 2006 và hoàn thành vào tháng 1 năm 2009. Thư viện chính thức mở cửa cho công chúng vào ngày 9 tháng 9 năm 2009. Hiện tại, thư viện tự hào là nơi có bộ sưu tập tài liệu phong phú nhất trên toàn thế giới trong lĩnh vực công nghệ, khoa học tự nhiên, khoa học xã hội và ứng dụng công nghệ.
Thiết kế thân thiện với người dùng đã được Giám đốc Martin Svoboda của tòa nhà mô tả như một "phòng khách công nghệ cao cho sinh viên".

## Lịch sử
Thư viện Công nghệ Quốc gia ngày nay ở Praha có nguồn gốc từ năm 1718. Ban đầu, thư viện có nguồn gốc từ một bộ sưu tập sách thuộc về Giáo sư Kỹ thuật người Séc đầu tiên, Christian Willenberg (1655-1731).
Trong hai thế kỷ tiếp theo, thư viện đã trở thành một phần của Trường Kỹ thuật Estates và các tiền thân khác của Đại học Kỹ thuật Séc ngày nay ở Praha từ năm 1786 đến khi Chiến tranh Thế giới thứ hai bùng nổ. Vào năm 1935, thư viện chuyển đến khu tòa nhà Clementinum với tên gọi Thư viện các trường đại học kỹ thuật (TUL).
Năm 1960, thư viện được đổi tên thành Thư viện Công nghệ Nhà nước (STK). Theo thời gian, thư viện bắt đầu mở rộng, sử dụng các không gian có sẵn tại Clementinum. Hai cơ sở lưu trữ từ xa đã được mua lại trong giai đoạn từ năm 1974 đến năm 1981 ở Quận 4 Praha và ở Lhota gần Dolní Břežany (mỗi cơ sở có sức chứa 200.000 tập). Vào cuối những năm 1990, Bộ Giáo dục Séc đã phê duyệt việc xây dựng tòa nhà hiện tại ở quận 6 Praha.

## Bộ sưu tập

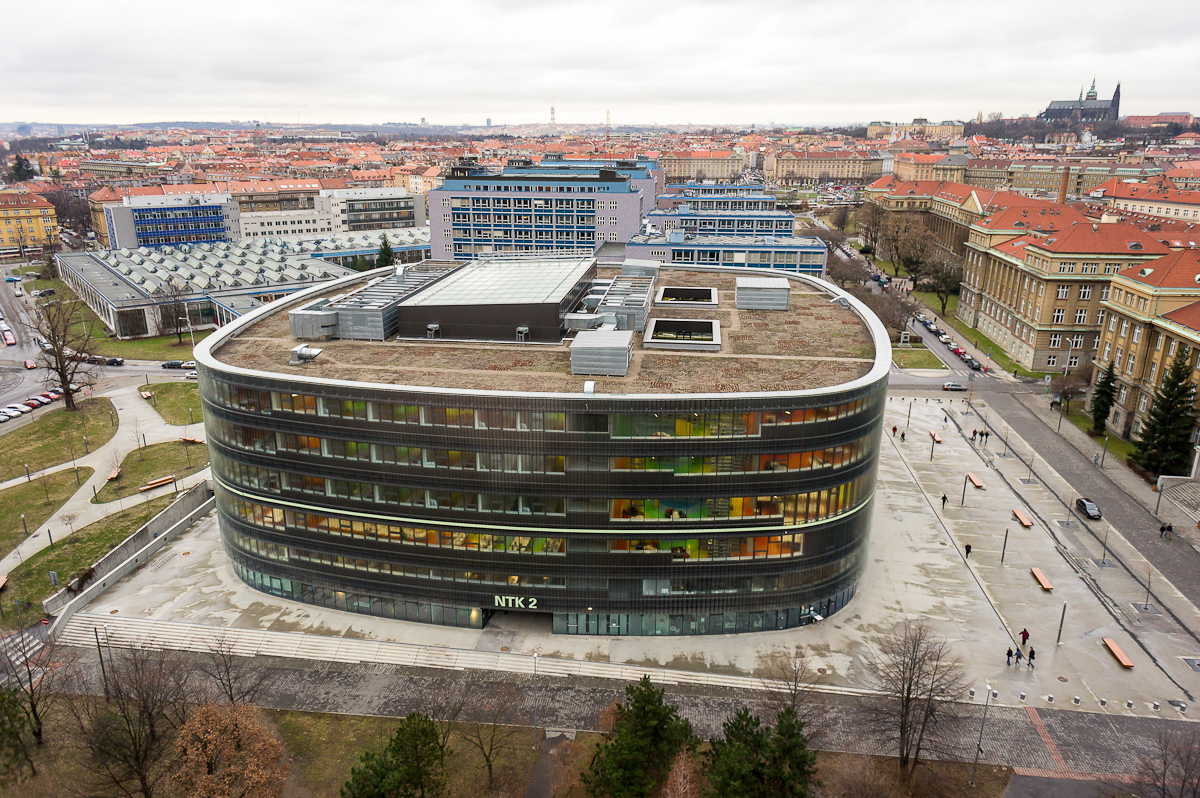
Thư viện Công nghệ Quốc gia ở Praha (NTK) dưới góc nhìn toàn thể
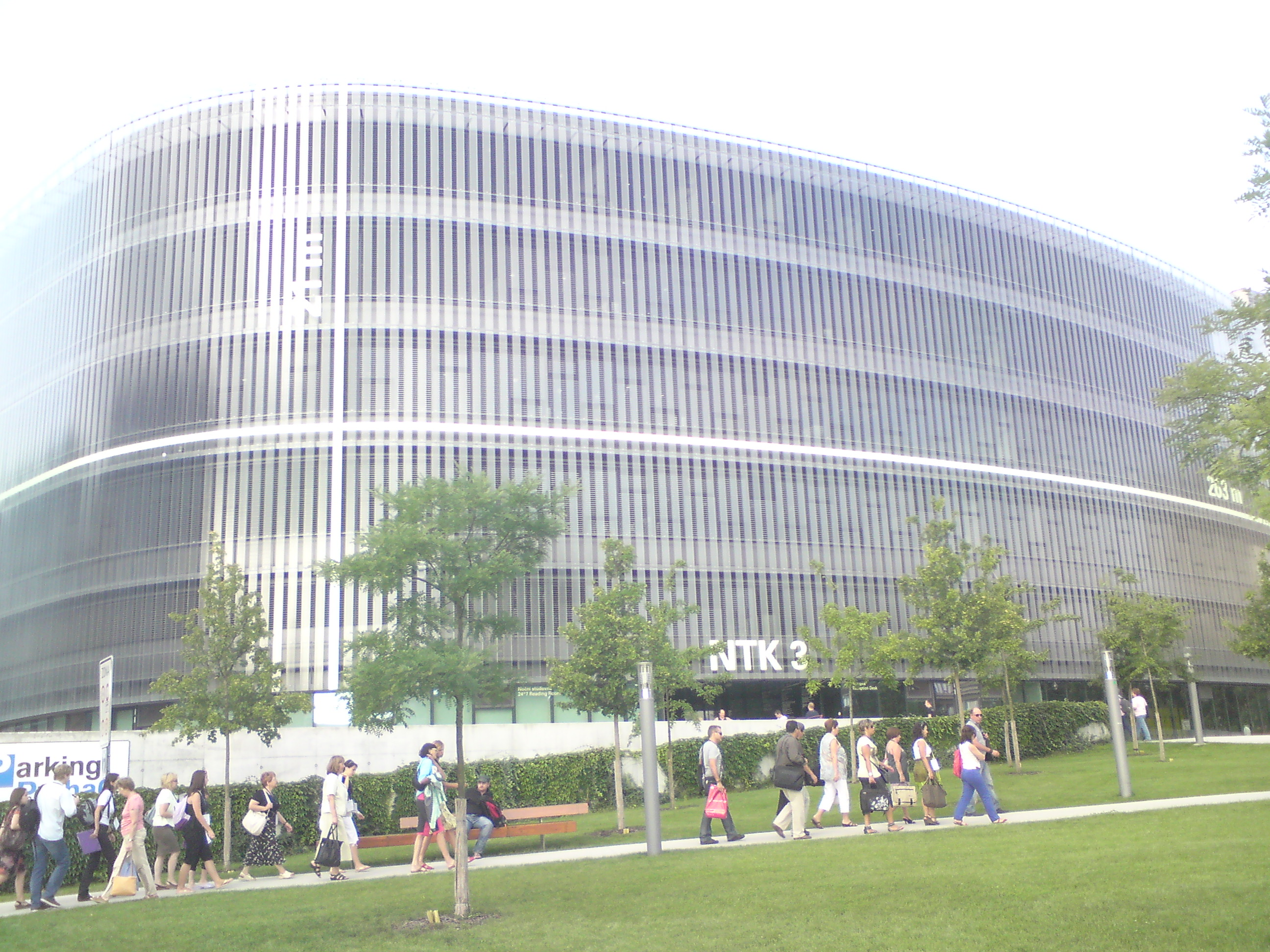
Mặt tiền ốp kính của Thư viện Công nghệ Quốc gia.
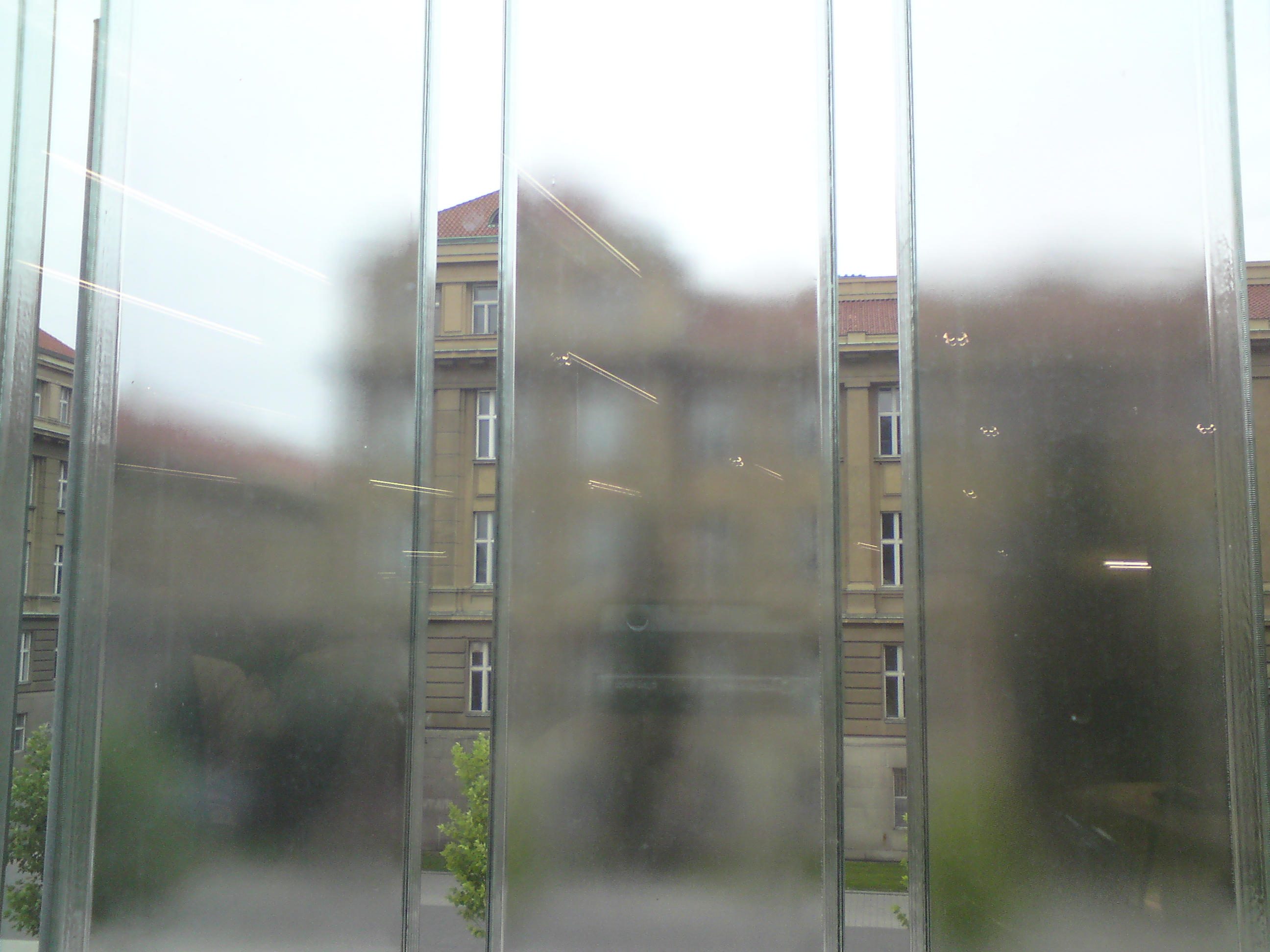
Kính ốp khi nhìn từ bên trong tòa nhà.
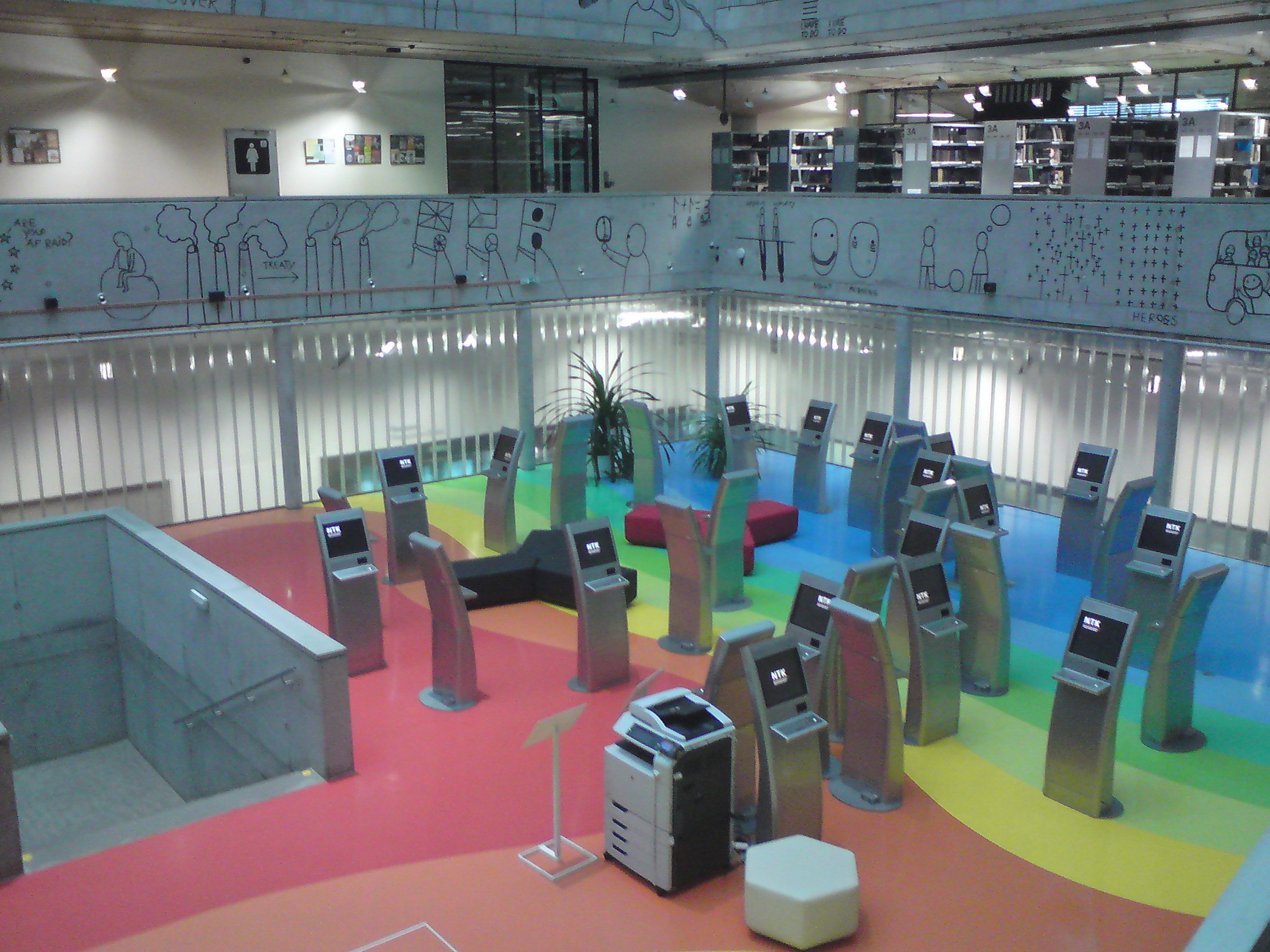
Các ki-ốt thông tin hoạt động bằng thẻ nằm rải rác khắp tòa nhà cho phép in ấn và tìm kiếm danh mục.
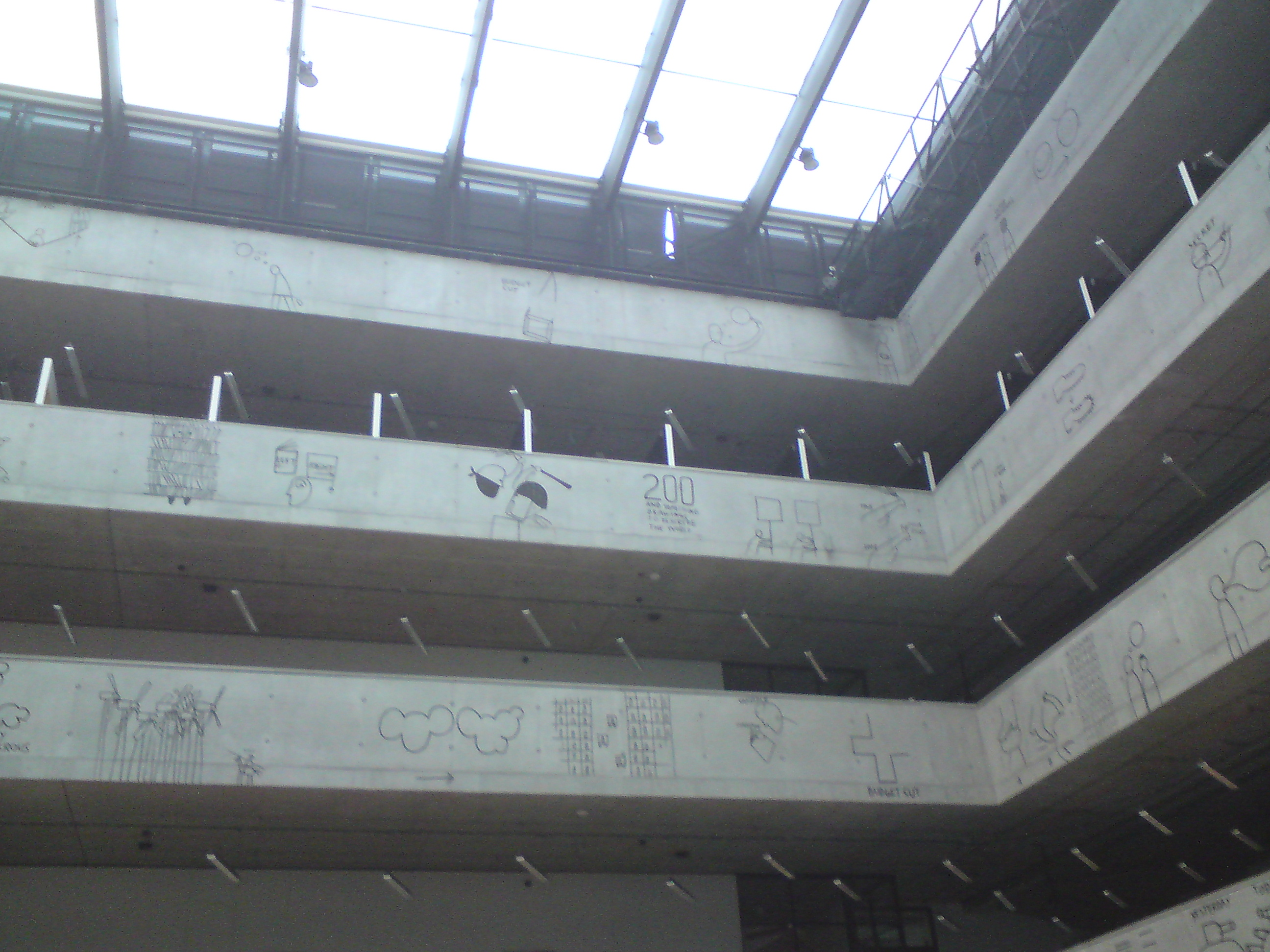
Lấy sáng tự nhiên qua giếng trời.
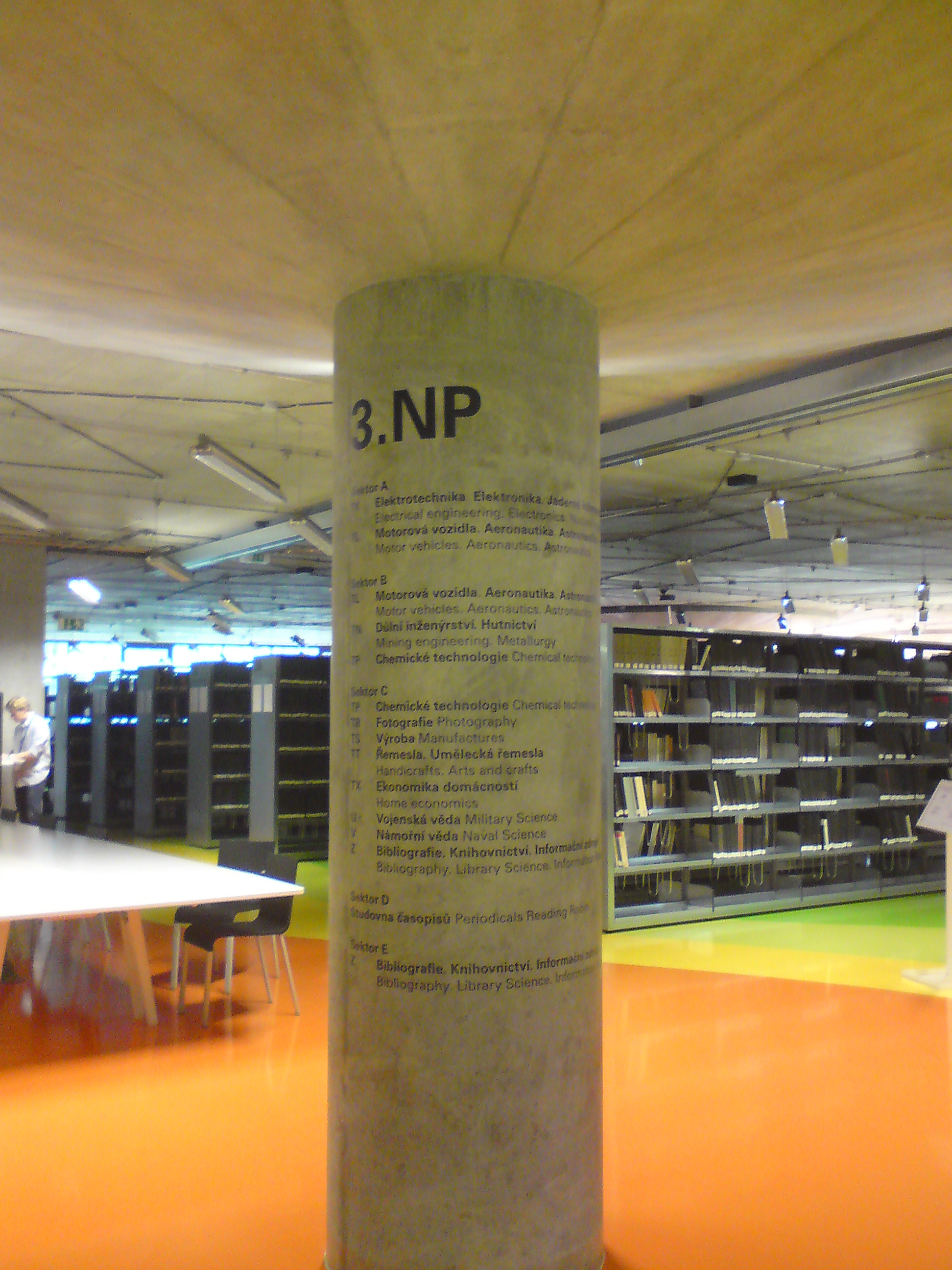
Thư mục chuyên đề được ghim trên cột bê tông trần. Hầu hết tất cả các bề mặt trong toàn bộ tòa nhà đều là bê tông lộ thiên.
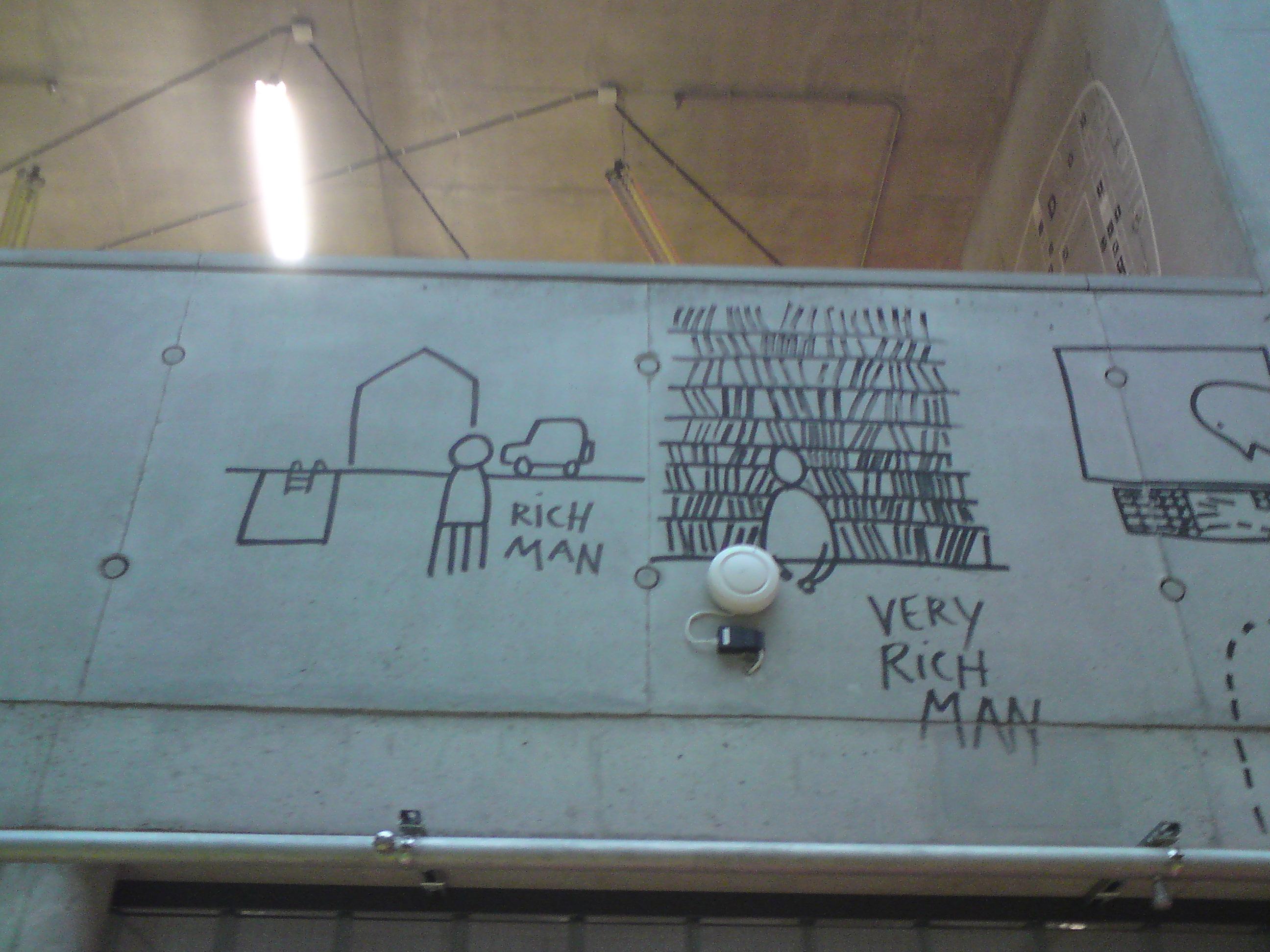
Thiết kế đồ họa.
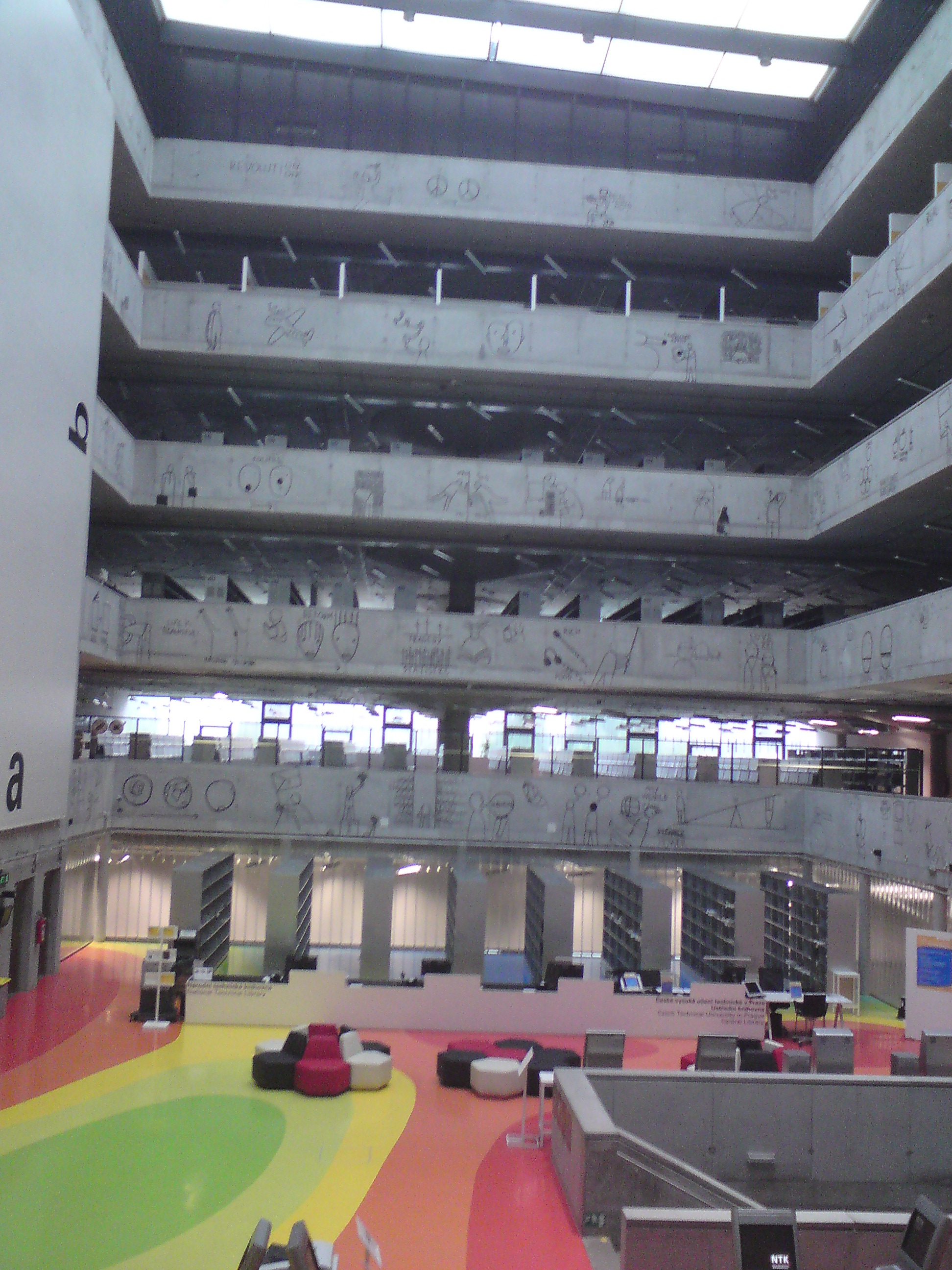
Sàn nhà màu đậm và đồ nội thất có thể di chuyển được thiết kế để tạo sự cởi mở và thân thiện cho không gian.
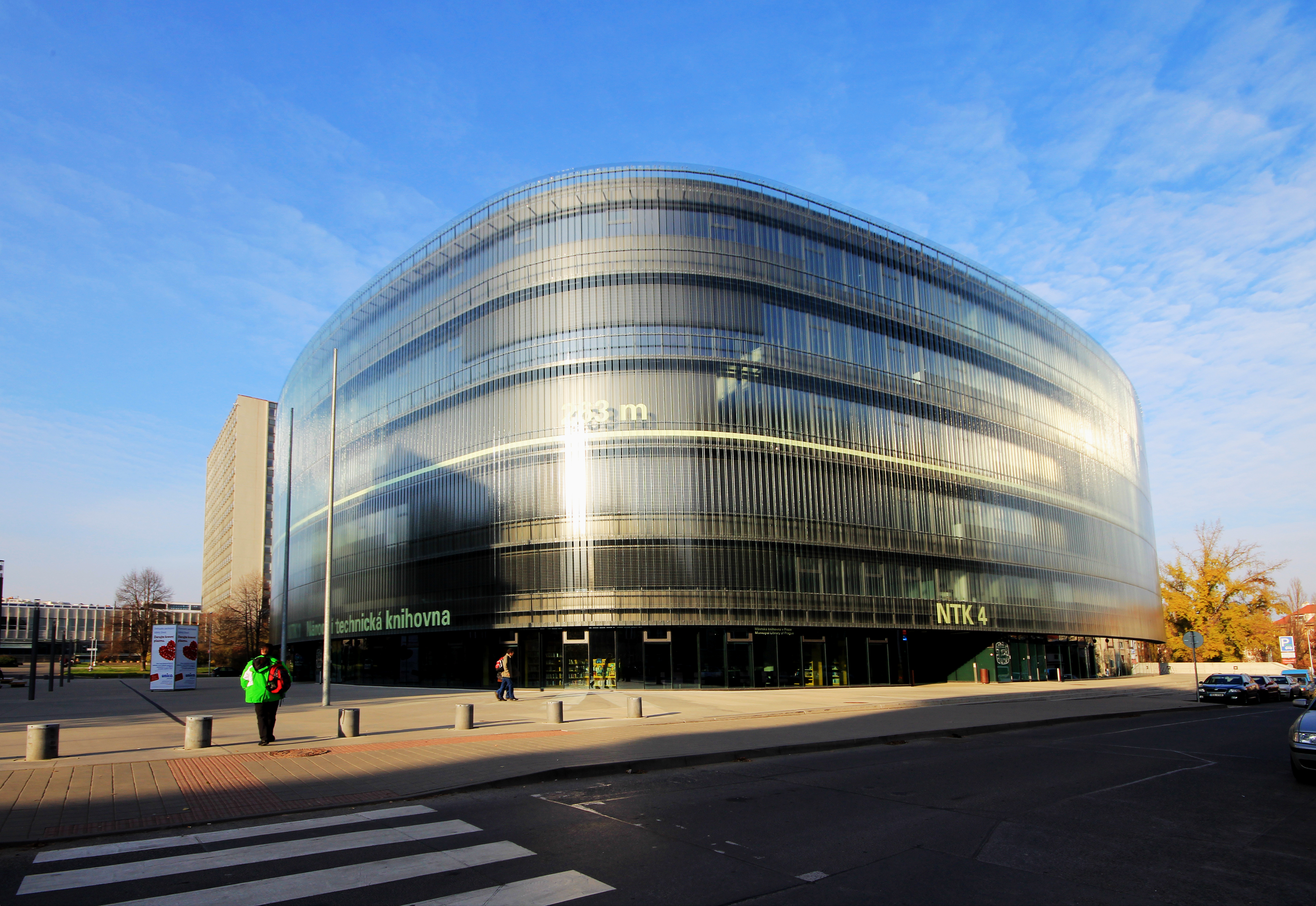
Thư viện Công nghệ Quốc gia ở Praha (NTK) năm 2012.
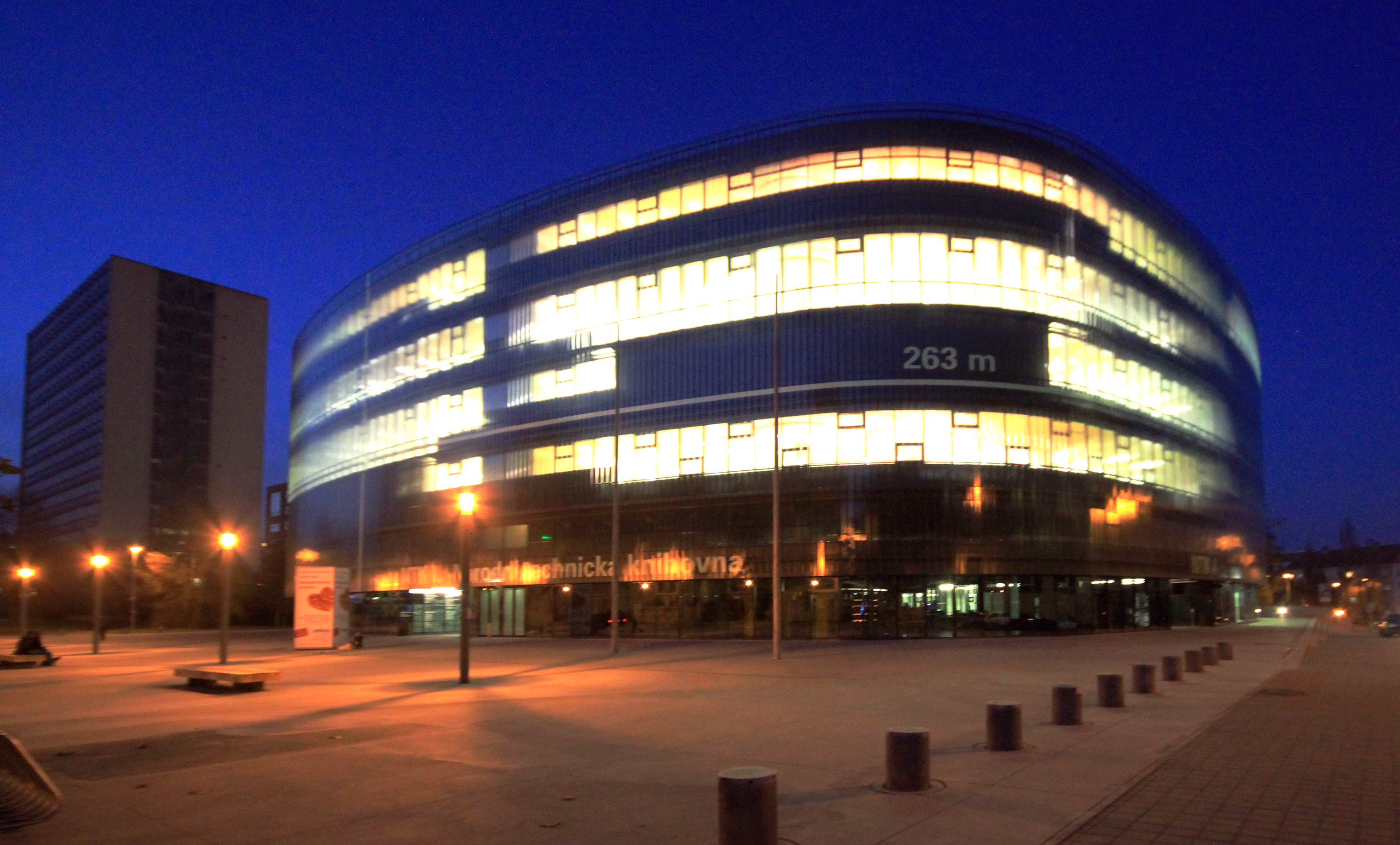
Thư viện Công nghệ Quốc gia ở Praha (NTK) năm 2012.
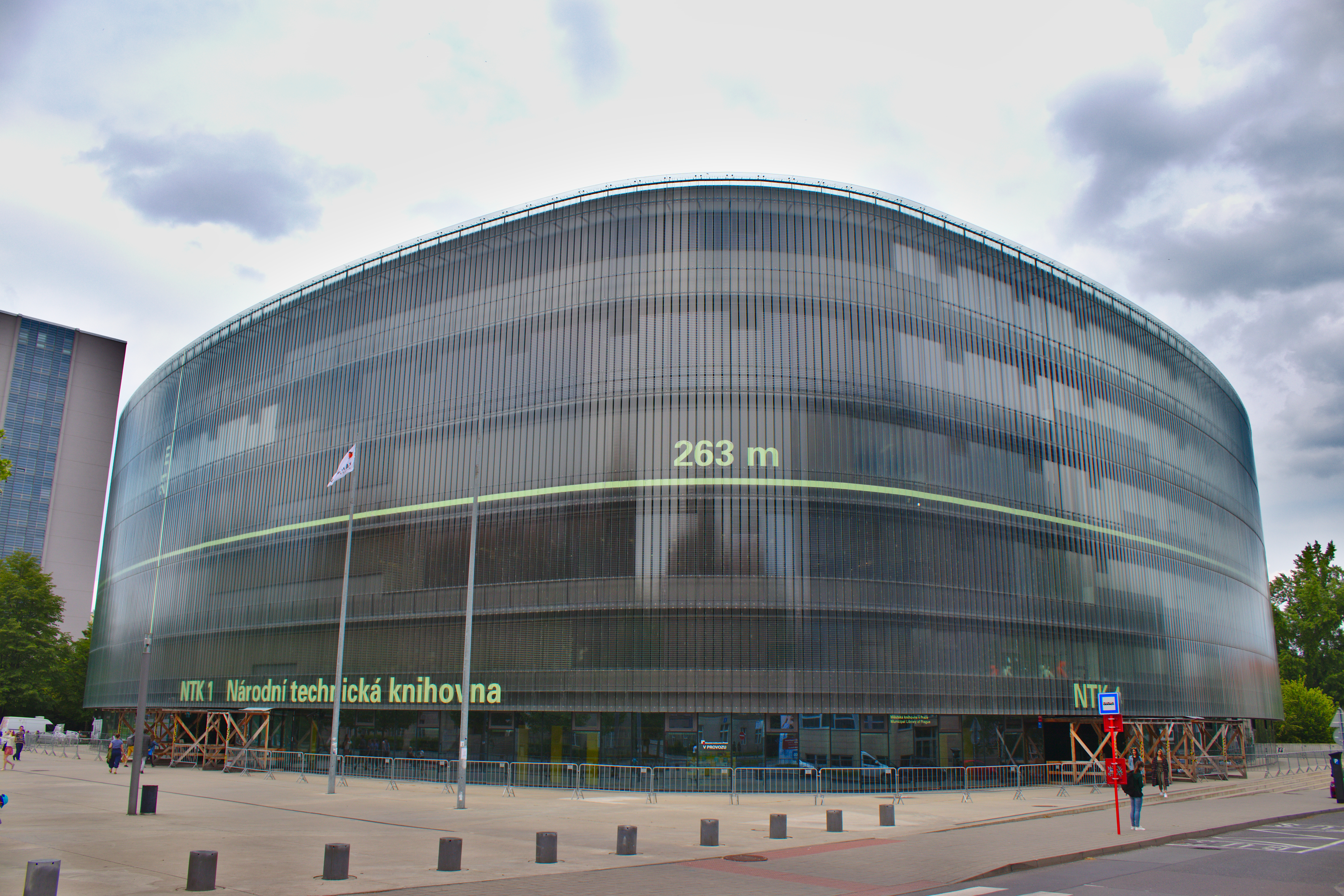
Thư viện năm 2019